# Hamitergum eobius
Hamitergum eobius is een hooiwagen uit de familie Sclerosomatidae.